# The Law of the Range
The Law of the Range (bra: A Lei do Destino) é um filme mudo estadunidense de 1927, do gênero faroeste, dirigido por William Nigh, e estrelado por Tim McCoy e Joan Crawford.

## Sinopse
Betty Dallas (Joan Crawford) é uma passageira em uma diligência que é assaltada por um bandido chamado The Solitaire Kid (Rex Lease). O guarda florestal Jim Lockhart (Tim McCoy), que é o namorado de Betty, vai em busca de The Solitaire Kid e, no final, quando os dois homens se enfrentam, acontece um tiroteio mortal.

## Elenco
- Tim McCoy como Jim Lockhart
- Joan Crawford como Betty Dallas
- Rex Lease como The Solitaire Kid
- Bodil Rosing como Mãe de Jim
- Tenen Holtz como Cohen

## Recepção

### Bilheteria
De acordo com os registros da Metro-Goldwyn-Mayer, o filme arrecadou US$ 139.000 nacionalmente e US$ 102.000 no exterior, totalizando US$ 241.000 mundialmente.